# Leandro Basán
Leandro Aníbal Basán (San Nicolás de los Arroyos, Argentina, 30 de marzo de 1990) es un futbolista argentino. Juega de delantero y su equipo actual es FC Cajamarca de la Liga 2 de Perú.

## Trayectoria
Producto de las divisiones inferiores de Racing Club,no debutó profesionalmente en La Academia, debiendo pasar por diferentes equipos de categorías regionales de Argentina.En el segundo semestre de 2018 reforzó a Douglas Haig.
En 2019 tuvo su primera experiencia en el extranjero, al firmar con el Hong Kong Rangers F. C., en donde jugó entre 2019-2020, y un segundo paso en 2021-2022.El primer semestre de 2021 jugó en el ascenso guatemalteco con el Sanarate F. C.,para después desempeñarse en tres clubes del ascenso ecuatoriano: Cumbayá F. C.,Manta F. C. y Libertad F. C.
EL 1 de julio de 2024 es anunciado como nuevo jugador de Unión San Felipe de la Primera B de Chile.

## Clubes
| Club                                  | País      | Año       |
| ------------------------------------- | --------- | --------- |
| La Emilia                             | Argentina | 2010-2011 |
| Defensores de Villa Ramallo           | Argentina | 2012-2013 |
| Central Córdoba (Rosario)             | Argentina | 2013      |
| Coronel Aguirre                       | Argentina | 2013-2014 |
| La Emilia                             | Argentina | 2015      |
| Belgrano (San Nicolás de los Arroyos) | Argentina | 2016      |
| Rivadavia                             | Argentina | 2016      |
| Coronel Aguirre                       | Argentina | 2017      |
| Rivadavia                             | Argentina | 2017      |
| Peñarol de Elortondo                  | Argentina | 2018      |
| Douglas Haig                          | Argentina | 2018-2019 |
| Hong Kong Rangers                     | Hong Kong | 2019-2020 |
| Sanarate F. C.                        | Guatemala | 2020-2021 |
| Hong Kong Rangers                     | Hong Kong | 2021-2022 |
| Cumbayá F. C.                         | Ecuador   | 2022      |
| Manta F. C.                           | Ecuador   | 2023      |
| Libertad F. C.                        | Ecuador   | 2024      |
| Unión San Felipe                      | Chile     | 2024      |
| FC Cajamarca                          | Perú      | 2025 -    |